# Rosyjski Komitet Polityczny (Helsingfors)
Rosyjski Komitet Polityczny (ros. Русский политический комитет) – organizacja polityczna Białych podczas wojny domowej w Rosji
Komitet został utworzony w styczniu 1919 w Helsingforsie. W jego skład weszli działacze Partii Konstytucyjno-Demokratycznej. Na czele Komitetu stanął Anton W. Kartaszow. Za sprawy finansowe odpowiadał Stiepan G. Liazonow. Udało mu się uzyskać w fińskich bankach 2 mln marek na rozwój obwodu północno-zachodniego, gdzie działała Armia Północno-Zachodnia gen. Nikołaja N. Judenicza. Wsparcia Komitetowi udzielał początkowo przywódca Białych Finów Carl Gustaf Mannerheim, a także brytyjska misja wojskowa. Komitet nawiązał kontakt z władzami adm. Aleksandra W. Kołczaka w Omsku i głównodowódzącym Siłami Zbrojnymi Południa Rosji gen. Antonem I. Denikinem, a także Rosyjskim Zebraniem Politycznym księcia Gieorgija J. Lwowa w Paryżu. Wspierano też podziemie antybolszewickie w Piotrogrodzie i okolicach. Członkowie Komitetu weszli w skład powołanego 24 maja w Helsingforsie Politycznego Zebrania, które działało przy dowódcy Armii Północno-Zachodniej gen. N. N. Judeniczu. W rezultacie działalność Komitetu zamarła. Po utworzeniu Rządu Północno-Zachodniego 10 sierpnia, byli działacze Komitetu zgłosili do niego swój akces, ale nie zgodzili się na to Brytyjczycy.